# TV Klan
TV Klan, kortnamn för Televizioni Klan, är en albansk TV-kanal baserad i huvudstaden Tirana. Flera program på kanalen har blivit populära, däribland det politiska programmet Opinion och musikprogrammen Kënget e Shekullit samt E diela Shqiptare. På kanalen sänds även den populära musiktävlingen Kënga Magjike, lett av Ardit Gjebrea. Kanalen sänder även utländska produktioner, bland annat Heroes (Heronjtë) och Grey's Anatomy (Anatomia e Grejit). Dessutom sänder man den albanska versionen av The X Factor, X Factor Albania.